# Janiskoski kraftverk
Janiskoski kraftverk (ryska: Янискоски гидроэлектростанция, Janiskoski gidroelektrostantsija) är ett ryskt vattenkraftverk i Pasvikälven i Murmansk oblast.
Kraftverket började anläggas 1938 och blev klart 1942. Det låg då i Finland och hette Jäniskosken voimalaitos ("Jäniskoski kraftverk"). Det sprängdes 1944 av den tyska armén vid dess reträtt under Lapplandskriget. Det återuppbyggdes av Sovjetunionen, efter det att detta land 1947 köpt landområdet runt Pasviksälvens övre lopp av Finland, och återinvigdes 1951. 
Det ägs och drivs av det ryska energiföretaget TGK-1, ett dotterbolag till Kolskenergo (Kola energi). 
Janiskoski kraftverk utnyttjar fallet Jäniskoski på 21,5 meter i älven. Det har två kaplanturbiner med en installerad effekt av totalt 31 MW.

## Fotogalleri

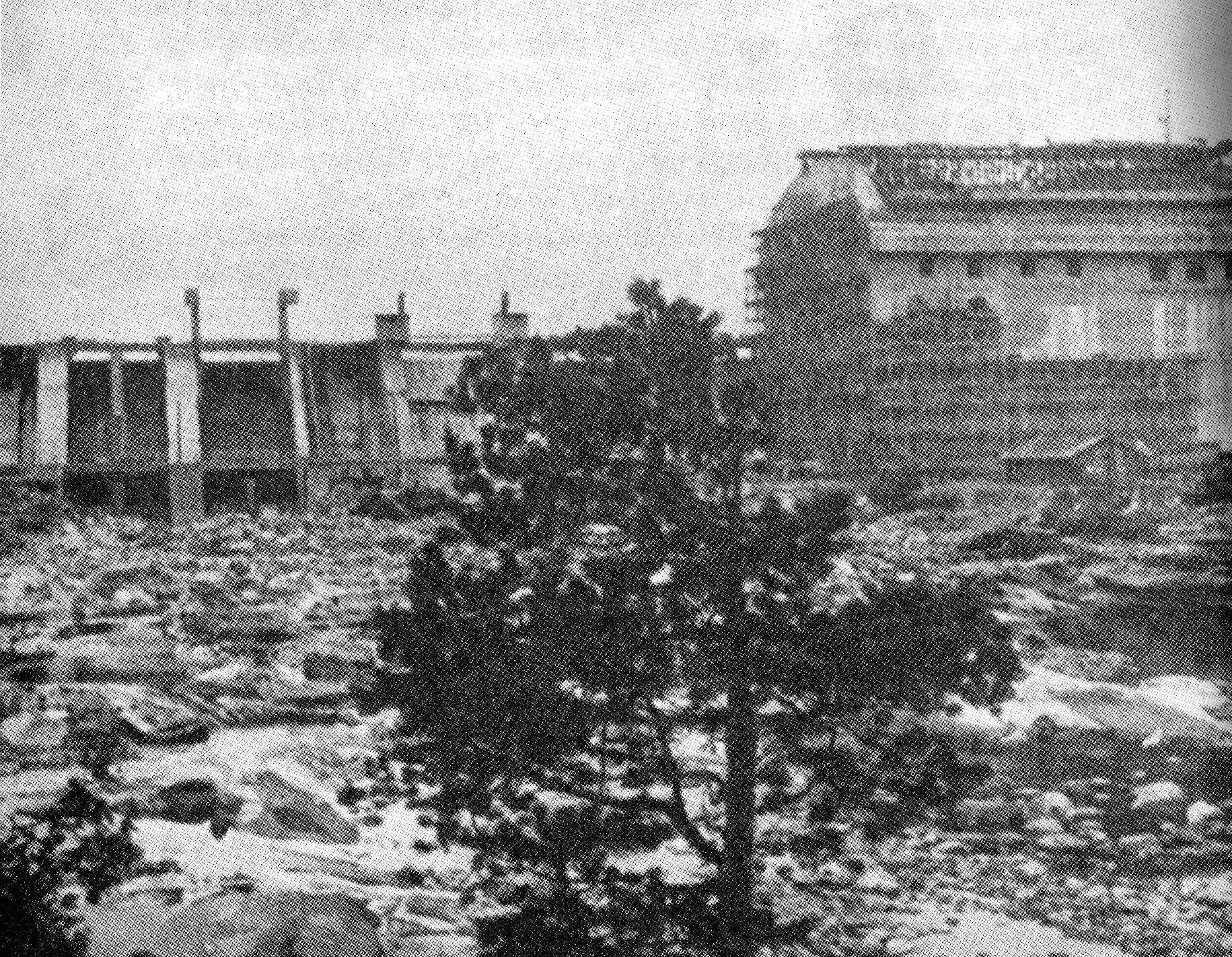
Jäniskoski kraftverk 1944. Betongbyggnaden till höger är bombskyddet för generatorhallen.
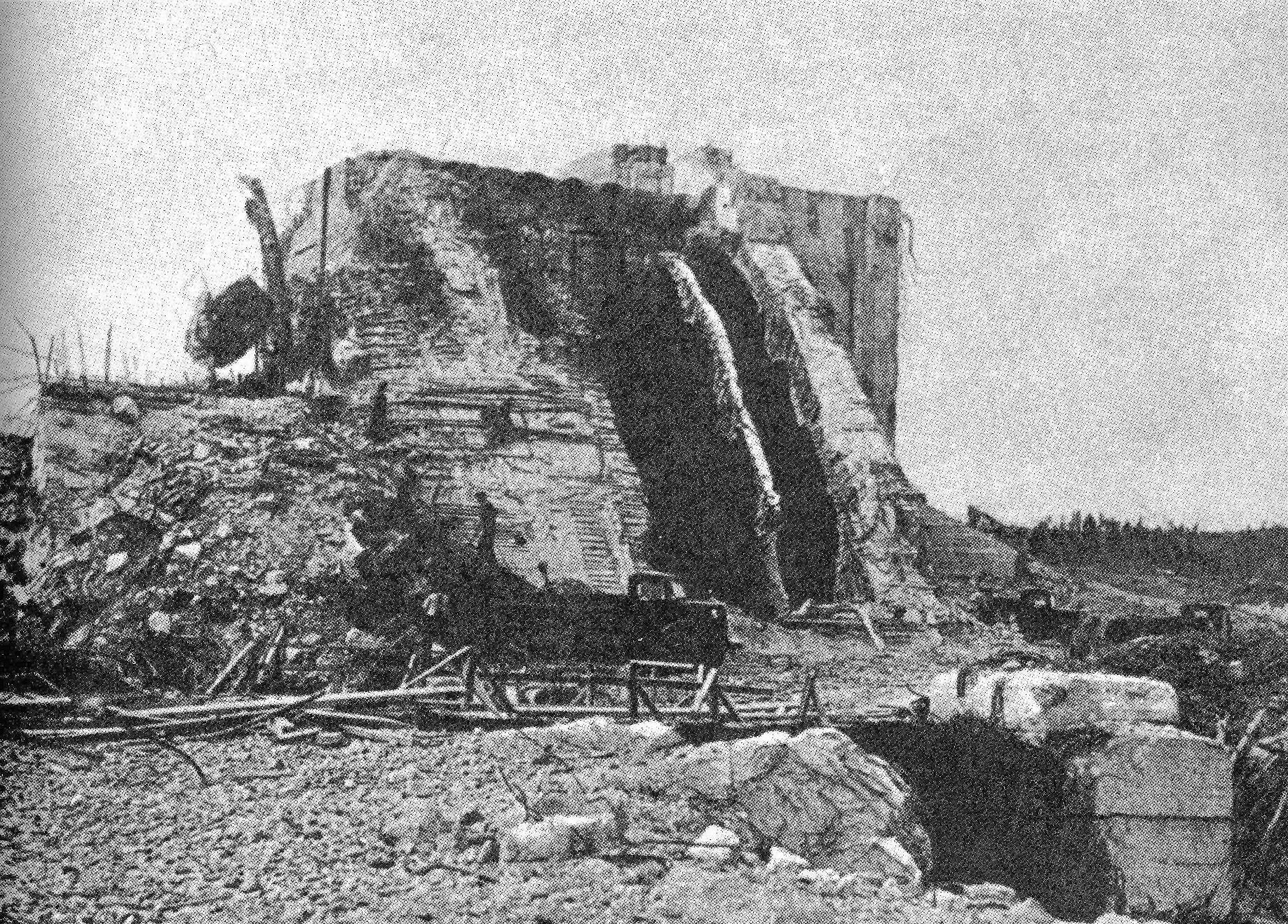
Kraftverket efter sprängning 1944 under Lapplandskriget.